# Левкова Тетяна Василівна
Тетяна Василівна Левкова (1897, село Шейно Пензенської губернії, тепер Пачелмського району Пензенської області, Російська Федерація — ?) — радянська діячка, голова колгоспу «Сталинский путь» Пачелмського району Пензенської області. Депутат Верховної Ради СРСР 3-го скликання.

## Біографія
Народилася в селянській родині, батько працював опалювальником у поміщиці Логінової. Один рік навчалася в сільській школі. З 1909 року працювала в сільському господарстві батьків, потім наймитувала в місцевої поміщиці Логінової.
У 1918 році загинув її чоловік, голова сільського комітету бідноти.
У 1921—1932 роках — прибиральниця в школі села Шейно Пачелмського району.
Член ВКП(б) з 1932 року.
У 1932—1937 роках — заступник голови сільської ради, в 1937—1941 роках — голова сільської ради села Шейно Пачелмського району Пензенської області.
У 1941—1942 роках — завідувачка Пачелмського районного відділу соціального забезпечення Пензенської області.
З 1942 року — голова колгоспу «Сталинский путь» села Шейно Пачелмського району Пензенської області.
Подальша доля невідома.

## Нагороди
- медалі